# سونغ تاو
سونغ تاو (بالصينية: 宋涛) (6 نوفمبر 1965 في الصين - ) هو لاعب كرة سلة صيني في مركز هجوم قوي الجسم، شارك في بطولة كأس العالم لكرة السلة 1986 ودورة الألعاب الآسيوية 1986.

## وصلات خارجية
- سونغ تاو على موقع الاتحاد الدولي لكرة السلة (الإنجليزية)
- سونغ تاو على موقع سبورتس رفرنس (الإنجليزية)
- سونغ تاو على موقع ريلجم (الإنجليزية)
- سونغ تاو على موقع أوليمبيديا (الإنجليزية)